# 喧嘩請負人
『喧嘩請負人』は、2013年12月14日公開の日本映画。90分。

## キャスト

### 喧嘩高校
刃名間地伴功：藤田佳秀
トップ・亡き父のアツイ意思を受け継いで喧嘩高校を設立。
三馬力てんの：留川真帆
紅一点
吉美永謙信：大村一隆
アメを所持
巣羅義静音：藤澤みのる
虫嫌い
早見達也：BETTANA!!
転校生・健太の弟
柿田道重：大里祐貴
順天港未来高校トップ・から転校
九馬和河全：訊侍郷金
順天港未来高校から転校
氷澤剣条：下村洋平
順天港未来高校から転校
竹力：比嘉亨
内村輝雄：吉川政博
杉山孝：花島勇一郎

### 金のジャケット
新田武彦：佳本周也
健太の友人

### 赤のジャケット
早見健太：玖導成近
訳あって鑑別入り

### 四天王
大倉秋斗：渡名喜忠信
日向悟空：崇岡白
ミー：奈之未夜

### その他
美冴：名越まみ
健太の彼女
大艦：吾磨壮奇
株式会社ワルガール：MARU・LABI・POM
護摩行禅時：伏岡嘉則

## スタッフ
- 監督 - 佳本周也
- プロデューサー - SASAKI、さかたまゆみ
- 監督補 - 奈之未夜
- 助監督 - 崇岡白
- 撮影・編集 - 佳本周也
- 脚本 - 佳本周也・奈之未夜
- アクション - 佳本周也・玖導成近
- 音楽プロデュース - RUKA
- 衣装協力 - BIRTHJAPAN
- 製作 - 喧嘩請負人製作委員会、ロマネプロモーション

## テーマ曲
「BAKABBAKA」
作曲・編曲 - hoto-D / 作詞 - SOKI / 歌 - 悪餓鬼